# Miocardiopatía espongiforme
Miocardiopatía espongiforme, también llamada miocardiopatia no compactada, es una enfermedad del corazón que pertenece al grupo de las miocardiopatías, es poco frecuente, de tipo congénito y afecta tanto a niños como a adultos. Está causada por un fallo en el desarrollo del miocardio durante la embriogénesis.

Durante el desarrollo del corazón, la mayoría de los músculos del corazón tienen una estructura esponjosa, como una red de fibras entrelazadas.
En el desarrollo normal del corazón, estas estructuras trabeculares se transforman en compactas.
Este proceso es especialmente aparente en los ventrículos del corazón, y es así especialmente en el ventrículo izquierdo. La miocardiopatía no compactada se produce cuando hay un fallo en el proceso de compactación. Debido a que la consecuencia de la no compatación es especialmente evidente en el ventrículo izquierdo, esta afección es también llamada No compactación del ventrículo izquierdo (LVNC).
Otras hipótesis y modelos se han propuesto, ninguna de las cuales es ampliamente aceptada como el modelo de no compactación.
Los síntomas varían enormemente con según la severidad de la afección. La mayoría de ellos dan como resultado una insuficiencia cardiaca. La enfermedad puede estar asociada con otros problemas del corazón o del resto del cuerpo.

## Historia
La miocardiopatía no compatada fue identificada primeramente como una afección aislada en 1984 por Engberding y Benber. Los autores reportaron en una mujer de 33 años que presentaba disnea de esfuerzo y palpitaciones. Las investigaciones concluyeron que presentaba sinusoides del miocardio (hoy denominado no compactactado). Anterior a este informe, la afección estaba registrada solamente en asociación con otras anomalías cardiacas, de tipo pulmonar o atresia aórtica.

## Diagnosis
La trabeculación de los ventrículos es normal, son prominentes haces musculares discretos de un tamaño mayor de 2 mm. Cuando se produce la no compactación hay trabeculaciones excesivamente prominentes. Chin, y al. describieron un método ecocardiográfico para distinguir la no compactación de la trabeculación normal. Se describió como la proporción de la distancia entre la parte más baja y el pico de las trabeculaciones, a la superficie epicárdica. La no compactación es diagnosticada cuando las trabeculaciones a más del doble del espesor de la pared ventricular subyacente.

## Genética
La clasificación de miocardiopatías de la Asociación Americana del Corazón en el año 2006 considera la miocardiopatía no compactactada como una miocardiopatía de origen genético. Mutaciones en LDB3 (también conocida como "Cypher/ZASP") han sido descritas en pacientes con esta afección.

Existe información reciente según la cual la MNC se ha visto en combinación con el síndrome de supresión 1q21.1.

## Epidemiología
Debido al reciente aparecimiento como diagnóstico, y no estando clasificada como una miocardiopatía por la OMS, no se conoce completamente cuán común es esta afección. Algunos informes sugieren que se encuentra en 0,12 casos por cada 100 000. El bajo número de casos notificados se debe a la falta de estudios sobre la población en general y se han basado principalmente sobre pacientes con fallos cardiacos avanzados. Una situación similar ocurre con la miocardiopatía hipertrófica que fue inicialmente considerada muy poco frecuente, sin embargo, actualmente se cree que se encuentra en una de cada 500 personas.
Una vez más debido a su reciente diagnóstico, hay debates en curso en cuanto a su naturaleza, y a varios puntos como la proporción de compactación y no compactación en cada etapa de la vida. Sin embargo, se entiende universalmente que la miocardiopatía no compactada será anatómicamente caracterizada por profundas trabeculaciones en la pared ventricular, que definen cavidades que se comunican con la cámara ventricular principal. Correlaciones clínicas incluyen disfunciones sistólicas y diastólicas, asociadas a veces con eventos embólicos sistémicos.

## Síntomas
Existe una gran variedad de síntomas en los sujetos con miocardiopatía espongiforme. Es posible disponer de un diagnóstico con la afección y no sufrir ninguno de los síntomas asociados con enfermedades cardiacas. Igualmente es posible sufrir una insuficiencia cardiaca grave,
 que aunque exista desde el nacimiento se manifieste únicamente con posterioridad. Las diferencias en los síntomas entre adultos y niños son que frecuentemente los adultos son más propensos a sufrir de insuficiencia cardíaca y los niños de depresión en la función sistólica.
Los síntomas más comunes son los asociados con un pobre rendimiento de bombeo del corazón que incluyen:
- Sensación de falta de aire
- Fatiga
- Hinchazón de los tobillos
- Capacidad física limitada e intolerancia al ejercicio físico

Sin embargo, las dos características más frecuentes en la miocardiopatía espongiforme son:
- Taquicardias que pueden derivar en muerte súbita
- Coagulación de la sangre en el corazón.

### Otras complicaciones
La presencia de MNC puede tener otras complicaciones sobre el corazón y el resto del cuerpo. Estas no son necesariamente complicaciones comunes y no se ha documentado con qué frecuencia ocurren con la MNC.
- Cardiaca
  - Anomalía con origen en la arteria coronaria izquierda
  - Atresia pulmonar
  - Estenosis
  - Obstrucción del ventrículo derecho o izquierdo
  - Hipoplasia del ventrículo izquierdo
  - Regurgitación mitral
- Neuromuscular (Pertenecientes tanto a sistema nervioso como muscular)
  - Distrofia muscular de Becker
  - Miopatía mitocondrial
  - Polineuropatía y miopatía metabólica
- Genético
  - Distrofia muscular de Emery-Dreifuss
  - Miocardiopatía miotubular
  - Síndrome de Barth

## Errores de diagnóstico
En un estudio llevado a cabo en México en 2006 sobre 53 pacientes con la afección, 42 fueron diagnosticados de otra enfermedad cardiaca y solo en 11 casos se diagnosticó la no compactación ventricular y para su confirmación fueron necesarios varios ecocardiogramas. Los errores de diagnóstico más comunes fueron:
- Miocardiopatía dilatada: 30 casos
- Enfermedad cardiaca congénita: 6 casos
- Enfermedad isquémica del corazón: 2 casos
- Enfermedad en las válvulas cardiacas: 2 casos
- Miocardiopatía hipertensiva de fase dilatada: 1 caso
- Miocardiopatía restrictiva: 1 caso

El alto número de errores de diagnóstico puede ser atribuido a que los primeros casos de miocardiopatía no compactada que se registraron datan de 1990. El diagnóstico pasa a menudo por alto esta afección o se retrasa. Los avances en los equipos médicos de estudio por imagen han hecho más fácil su diagnóstico, especialmente con el amplio uso de la resonancia magnética.

## Pronóstico
Debido a que la miocardiopatía espongiforme es una nueva enfermedad, su impacto y las expectativas de vida no se conocen muy bien. En un estudio realizado en 2005 se documentó un seguimiento a largo plazo de 34 pacientes con MNC, el 35 % fallecieron con una edad aproximada de 42 años con un rango de ±40 meses, un 12 % tuvo que someterse a un trasplante de corazón por insuficiencia cardiaca. Sin embargo, este estudio se realizó sobre pacientes que presentaban síntomas importantes, por lo que se estima que estaban afectados por las formas más severas del MNC que la que se presenta en la población en general. Como el MNC se considera una enfermedad genética, los familiares inmediatos están siendo analizados como medida de precaución, por lo que está apareciendo personas afectadas por la MNC que sonasintomáticas. El pronóstico a largo plazo para estas personas es actualmente desconocido.

## Tratamiento
Un informe ha definido varios tipos de tratamiento que se han utilizado para diversos tipos de MNC. Estos son similares a los tratamientos para otros tipos de miocardiopatías que incluyen el uso de inhibidores ACE, beta bloqueantes y aspirina terapias para aliviar la presión el corazón, y alternativas quirúrgicas, como la instalación de marcapasos, considerado una alternativa para aquellos casos en los que existe una alto riesgo de arritmias graves.
En los casos graves, en los que la MNC provoca una insuficiencia cardiaca severa, las alternativas son el tratamiento quirúrgico para incluir una válvula cardiaca, o un trasplante de corazón.